# Eucalyptus rodwayi
Eucalyptus rodwayi är en myrtenväxtart som beskrevs av Ralph Baker och H.G. Smith. Eucalyptus rodwayi ingår i släktet Eucalyptus och familjen myrtenväxter. Inga underarter finns listade i Catalogue of Life.